# Molophilus appendiculatus
Molophilus appendiculatus là một loài ruồi trong họ Limoniidae. Chúng phân bố ở miền Cổ bắc.